# Отто Бамберзький
Святий Отто фон Містельбах, Оттон I Бамбергський, Отто Бамбергський (нім. Otto von Mistelbach, Otto von Bamberg; пол. Otton z Bambergu; близько 1060, Франконія — 30 червня 1139, Бамберг) — єпископ Бамбергу після 1102 року, канцлер імператора Священної Римської імперії Генріха IV, місіонерський святий Католицької Церкви, іменований як «Апостол Померанії» (лат. apostolus gentis Pomeranorum) і «батько монастирів».

## Життєпис

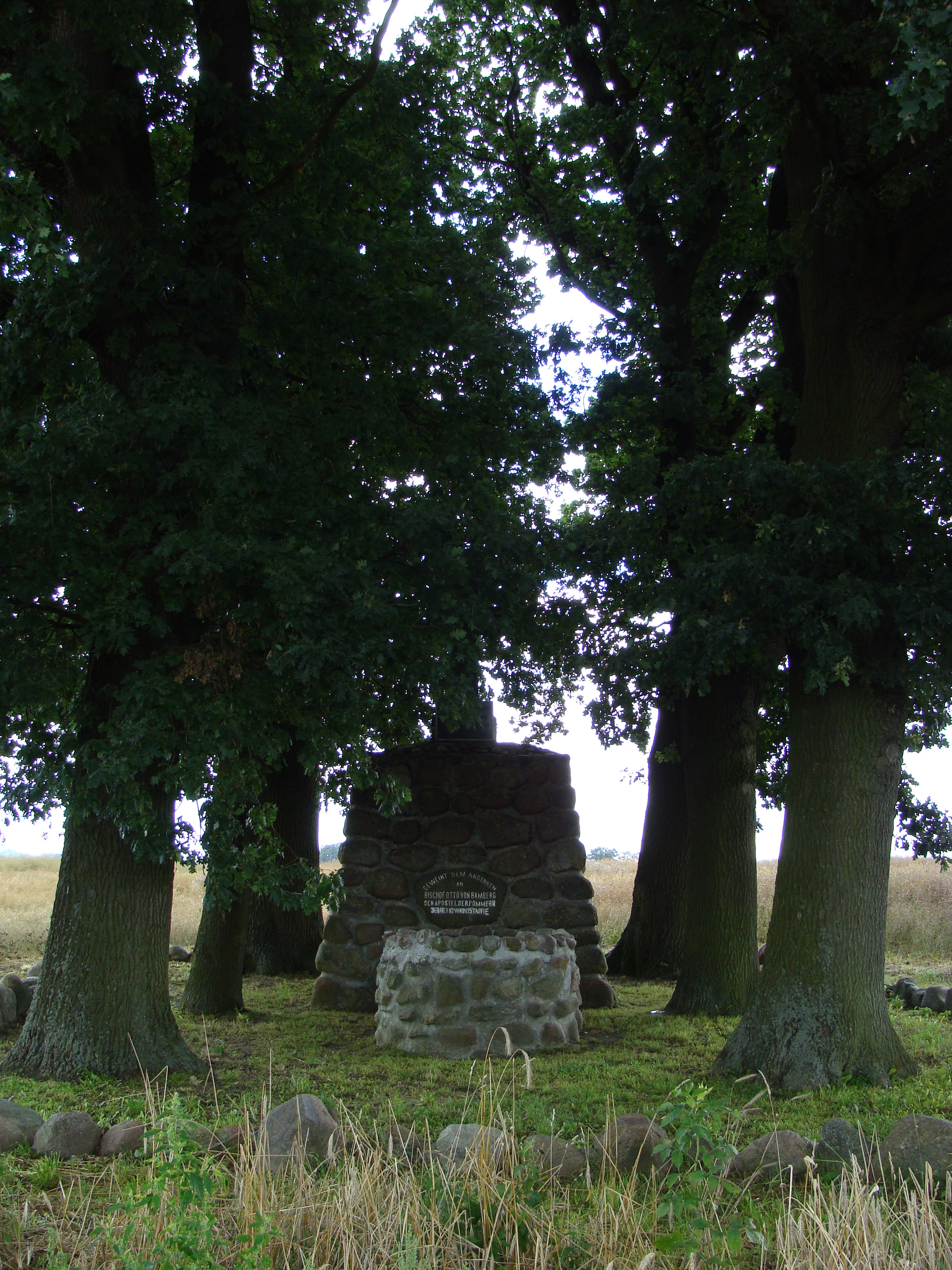
одне з відзначених місць у Західній Померанії, де були проповіді та хрещення полабських слов'ян єпископом Отто Бамбергським

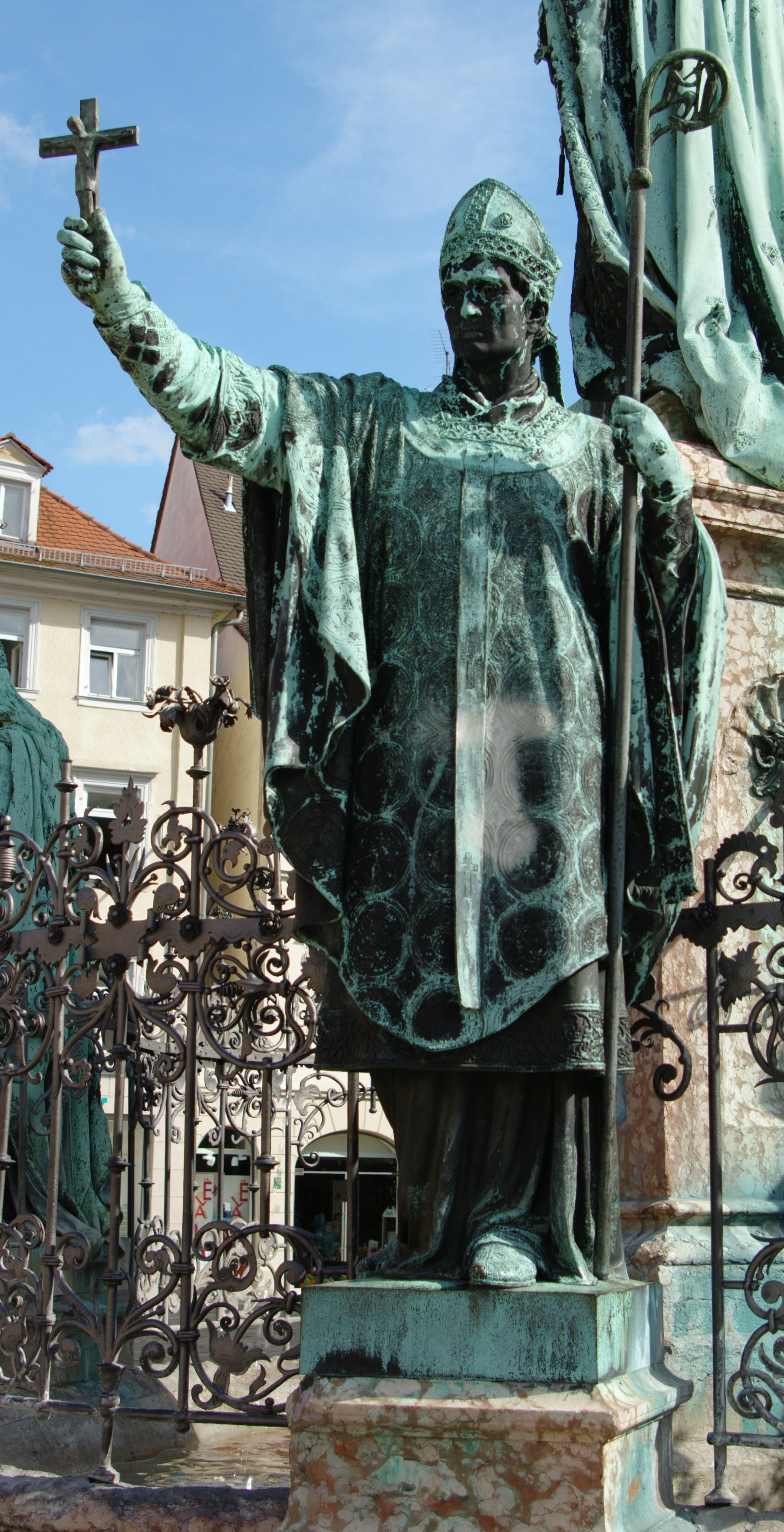
пам'ятник на честь Отто Бамбергського в Бамберзі

Оттон фон Містельбах народився близько 1060 р. у Швабії в Священній Римській імперії в шляхетній родині. Прийняв чернечий постриг в абатстві Ґіршау. В юнацтві став священиком, але завдяки своїм здібностям зробив й політичну кар'єру, ставши канцлером імператора Генріха IV, а потім і його сина Генріха V.
У 1102 р. йому була надана імператором кафедра єпископства Бамберг. Відновив єпархіальні структури, заснував декілька монастирів і звів на кордонах єпархії фортеці.
У 1109 р. заново відбудував собор Святого Якова у Бамберзі, спалений в 1081 р. при імператорові Генріхові II.
У боротьбі за інвеституру між папами і імператорами виступив у ролі посередника.
У 1106 р. прибув до Римського Папи Пасхалія II, який поставив його на кафедру єпископства Ананьї. У 1122 р. завдяки зусиллям Оттона був укладений «Вормський конкордат», який поклав край суперечкам за інвеституру.
У 1124—1125 роках і в 1128—1129 роках він керував місіонерською діяльністю католицької церкви у Західній Померанії серед полабських слов'ян.
У 1124 р. він відправився на місію в Померанію разом з духовенством своєї єпархії, катехитами, слугами і озброєною охороною, котрі були надані йому Болеславом III, князем Польщі. Прибув до Піріц, де його проповідь, як стверджували літописці, призвела до Хрещення двадцяти тисяч язичників і скасування таких звичаїв, як полігамія і вбивство новонароджених дівчаток.
Однак через кілька років деякі зі вже охрещених жителів Щецина і Воліна повернулися до язичництва, і в 1128 р. Оттонові довелося повторити місіонерську поїздку на прохання герцога Померанії Вратислава I. Існують описи його подорожей, складені у формі «Житій» на основі розповідей його наближених осіб — учасників місій, одним з яких був Адальберт Померанський, майбутній перший єпископ Померанії.
Отто помер 30 червня 1139 р. в Священній Римській імперії в Бамберзі та похований у церкві Святого Михаїла.

## Вшанування
Оттон є 8-м єпископом Бамбергу. В єпархіальному музеї при соборі зберігається його архієрейський посох.
У 1189 р. Папа Римський Климент III зарахував Отто до лику святих. Літургійна пам'ять на його честь здійснюється 30 червня і 30 вересня (в єпархії Бамбергу).